# Turkmenidae
Turkmenidae é uma família extinta de lamprídeos do Paleogeno do Turquemenistão.  Eram peixes pequenos, em forma de disco e tinham uma grande semelhança com seus parentes vivos mais próximos, os peixes-lua.
O Turkmene e o Danatinia são encontrados em períodos do estágio Thanetiano (do Paleoceno) de  Lagerstatten, Formação Danata, do Turquemenistão.  O Analectis é encontrado nos estratos do Oligoceno Superior em outro lugar no Turquemenistão.  Após a extinção do Analectis, os Turkmenidae desaparecem do registro fóssil.